# Gymnobela emertoni
Gymnobela emertoni é uma espécie de gastrópode do gênero Gymnobela, pertencente a família Raphitomidae.